# Nguyễn Thị Nga (vận động viên)
Nguyễn Thị Nga (sinh trưởng tại Hải Phòng) là một nữ vận động viên xuất sắc của thể dục dụng cụ Việt Nam. Chị là vận động viên thể dục dụng cụ Việt Nam đầu tiên giành được huy chương vàng tại một kỳ SEA Games. Tại SEA Games 19 năm 1997 tổ chức ở Jakarta (Indonesia), Nguyễn Thị Nga giành HCV ở nội dung cầu thăng bằng. Với nhiều chuyên gia hàng đầu của thể dục dụng cụ Việt Nam khi đó, thành tích của Nguyễn Thị Nga (HCV) được xem là nằm ngoài dự tính bởi những khó khăn, thiếu thốn trong việc đầu tư phát triển cho môn TDDC tại Việt Nam so với một số quốc gia khác trong khu vực cùng thời điểm. Chính chiếc HCV đó là động lực để một số địa phương trong đó có Hà Nội và Thành phố Hồ Chí Minh tự tin gây dựng lực lượng chuẩn bị cho SEA Games 22 (2003) lần đầu tiên tổ chức tại Việt Nam. Theo đánh giá của nhiều huấn luyện viên thể dục dụng cụ Việt Nam, Nguyễn Thị Nga cũng như nữ vận động viên TDDC đồng hương là Phan Thị Hà Thanh sau này (người đã giành HCĐ trong nội dung nhảy ngựa tại Giải vô địch thể dục dụng cụ thế giới năm 2011 tổ chức tại Nhật Bản) dù đều có những bất lợi là môi trường tập luyện thiếu thốn và không có được thân hình lý tưởng của một nữ VĐV TDDC như thon, gọn, nhỏ nhưng cả hai vẫn tạo nên những kỳ tích cho TDDC Việt Nam bởi ý chí vượt khó trong tập luyện cũng như điểm mạnh ở tinh thần tập trung trong thi đấu.